# 心晴れて 夜も明けて
「心晴れて 夜も明けて」（こころはれて よもあけて）は、堀江由衣の4作目のシングル。2004年2月4日にスターチャイルド（キングレコード）から発売された。

## 概要
- 「心晴れて 夜も明けて」は、テレビアニメ『十兵衛ちゃん2〜シベリア柳生の逆襲〜』のエンディングテーマとして使用された。
- 同楽曲はアルバム『楽園』に収録されているが、カップリングの「大切なもの」は、アルバム未収録である。
- 初回盤はデジパック仕様になっている。

## 収録曲
1. 心晴れて 夜も明けて [3:14]
作詞・作曲：岡崎律子、編曲：増田俊郎
2. 大切なもの [4:01]
作詞：有森聡美、作曲：高井ウララ、編曲：五島翔
3. 心晴れて 夜も明けて （Off Vocal Version）
4. 大切なもの （Off Vocal Version）

## タイアップ
| 曲名                | タイアップ                                                      |
| ------------------- | --------------------------------------------------------------- |
| 心晴れて 夜も明けて | アニメ『十兵衛ちゃん2〜シベリア柳生の逆襲〜』エンディングテーマ |

## 収録アルバム
| 曲名                | 収録アルバム   | 発売日        | 備考                  |
| ------------------- | -------------- | ------------- | --------------------- |
| 心晴れて 夜も明けて | 『楽園』       | 2004年4月28日 | 4thオリジナルアルバム |
| 心晴れて 夜も明けて | 『BEST ALBUM』 | 2012年9月20日 | 2ndベストアルバム     |
| 大切なもの          | アルバム未収録 |               |                       |